# Жидели (городская администрация Арыса)
Жидели (каз. Жиделі) — село в Туркестанской области Казахстана. Находится в подчинении городской администрации Арыса. Административный центр Жиделинского сельского округа. Код КАТО — 511639100.

## Население
В 1999 году население села составляло 1399 человек (728 мужчин и 671 женщина). По данным переписи 2009 года, в селе проживали 1673 человека (839 мужчин и 834 женщины).